# Polski cmentarz w Nowym Martyńcu
Polski cmentarz w Nowym Martyńcu – nekropolia znajdująca się w Nowym Martyńcu w gminie Srbac w Bośni i Hercegowinie. W 2013 został uznany za pomnik narodowy Bośni i Hercegowiny.

## Historia
W czasach austro-węgierskich ok. 1900 roku w okolice miejscowości Srbac przybyło 3000 polskich i 500 ukraińskich osadników. Zajęli oni zalesione obszary okolic Rakovca, Kunovej, Resavca i Grabašnicy. Istnieją jeszcze trzy polskie cmentarze. Dodatkowo na Cmentarzu Partyzanckim w Srbcu spoczywa 27 Polaków wchodzących w skład polskiego 5 Batalionu NOVJ. Cmentarzem do dziś opiekują się miejscowi Polacy oraz osoby przyjeżdżające z Polski.
Zachowało się jedynie kilka nagrobków. Przed odnowieniem cmentarza, był on porośnięty lasem, a kopce były prawie niewidoczne ze względu na gęstą trawę. Zorganizowano akcje wykarczowania krzaków i roślinności, ustawiono i oznakowano nagrobki. Cmentarz jest ogrodzony.